# Jacqueline Deyme
Jacqueline Georges Deyme, (*1936) es una escultora francesa, ganadora del Premio de Roma de escultura en 1963; reside en La Celle-Saint-Cloud.

## Datos biográficos

### Formación
En 1948 comienza su formación artística en la sección infantil de la Academia Julián en París.
En 1954 accede a la academia Charpentier.
En el periodo 1955- 56 es alumna en el taller de Joseph Rivere en la Acadamia Julian.
Alumna en la Ecole Nationale Supérieure des Beaux-Arts de París desde 1956. Allí es alumna en los talleres de Hubert Yencesse y Collamarini. También coincide con A. Janniot, A. Giacometti y G. Richier.
Gran Premio Chenavard y primera medalla en 1958, Gran Premio Lemaire y primera medalla en 1959, segunda en el Grand Prix de Rome de 1961.
Ganadora del prestigioso Premio de Roma de escultura en 1963. Presenta a concurso la obra Le Vent . Permanece pensionada como residente en la Villa Médici de Roma, de 1964 a 1967, siendo Balthus director de la Academia.
En estos años de formación ya había sido miembro del jurado de la 1 ª Biennale Internationale des Arts en el Museo de Arte Moderno de la Ciudad de París del año 1958 (comisario de la exposición Raymond Cogniat). Y en 1960 fue miembro fundador de la primera Bienal Internacional de Escultura "Human Forms" en el Museo Rodin en París junto con la Sra. Cécile Golcheider, conservadora del Museo Rodin, críticos de arte y Waldemar George Raymond Charmet, y los escultores André Arbus, René Leleu y Volta.

## Magisterio
Profesora de dibujo en la Escuela Regional de Bellas Artes de Épinal de 1966 a 1971.
Directora de un taller de escultura con Jean Marc Lange desde 1972 a 2001.
Fundadora de la Asociación Artística y Cultura ASSARTX en la Celle Saint-Cloud
Entre sus alumnos se encuentran Philippe Casanova, Gee Michaud, entre otros muchos.

## Obras
Entre las mejores y más conocidas obras de Jacqueline Deyme se incluyen las siguientes:
- Le Vent - El Viento,[7] bajorrelieve en yeso,[8] conservado en la ENSBA.

### Algunos encargos
1961 decoración mural del hotel Beau Soleil en Combloux.749201991
1968 Escultura en aluminio anodizado, grupo escolar Jean ZAY en Nanterre 92000
Una escultura en bronce de un complejo residencial en MASSY.91300
1978 bajorrelieve de resina que ilustran el hermanamiento de la ciudad de Beckum en Alemania, con la ciudad de La Celle-Saint-Cloud
1980 Evocación de la plaza del burgo de La Celle-Saint-Cloud, escultura en bulto redondo de resina 
ofrecida a la ciudad de Settat (Marruecos) con motivo del hermanamiento con la ciudad
1980 medallón de bronce con la efigie de René Lucien Duchesne Alcalde Honorario de la
Ciudad de La Celle-Saint-Cloud
1983 Gran pórtico de entrada del Estadio Lucien René Duschene hierro soldado y policromado.
1986 Creación de la Medalla de nuevo funcionario de la Ciudad de Trouville (Calvados)
bronce dorado con soporte translúcido.
1991 Creación de un servicio con peces para la ceramistería, fábrica de porcelana de Gien
En el terreno de la orfebrería y el diseño de joyas podemos citar:
- Rocca Ring, (1988) incursión de Deyme en el mundo del diseño de joyas. anillo en plata con piedra engarzada[9]  (enlace roto disponible en Internet Archive; véase el historial, la primera versión y la última).
- Fisch Pin(1991), broche en forma de pez de bronce  (enlace roto disponible en Internet Archive; véase el historial, la primera versión y la última).

## Exposiciones
2006 Galerie A.BLONDEL PARIS 75003
2005 Exposición conjunta de pinturas de Jean Marc Lange y esculturas de Jacqueline Deyme, en la Galerie du Parc de Notre-Dame-de-Gravenchon

2001 Galería A.BLONDEL París 75004
1990 FIAC. GRAND-PALAIS PARIS Galería A.BLONDEL con el pintor Jean Marc Lange
Galerie MAGUY MARAINE - Lyon.
1989 Galería MAGUY MARAINE - Lyon.
1988 Galería JEAN MARIE CUPILLARD - Saint-Tropez.
Museo de TROUVILLE - Villa Montebello.
1986 Galería de la FONDATION TAYLOR - París 75009.

### Invitaciones de honor
2008 	"Trente ans d'invités d'Honneur" ville de Bonsecours 76
2005 	Salón de Rouen.
1997 	Salón de Montigny-le-Bretonneux 78.
1996 	"4ème Salon des Arts" Ville de Chambourcy 78240.
1994 	Galerie du Parc en la Notre-Dame-de-Gravenchon.
1ère Biennale de Sculpture - Ville de Bonsecours.